# Franz Brück
Franz Brück (* 19. Februar 1981 in Dresden) ist ein deutscher Fotograf.

## Leben
Franz Brück wuchs in Meißen auf. Nach dem Realschulabschluss machte er eine Ausbildung zum Dachdecker, ebenfalls in Meißen. In dieser Zeit begann er zu fotografieren und entwickelte die Bilder im eigenen Labor. Nach der Lehre absolvierte er seinen Zivildienst auf der Nordseeinsel Juist in der Jugendbildungsstätte Theodor Wuppermann. Dort leitete er unter anderem Fotokurse mit Jugendlichen.

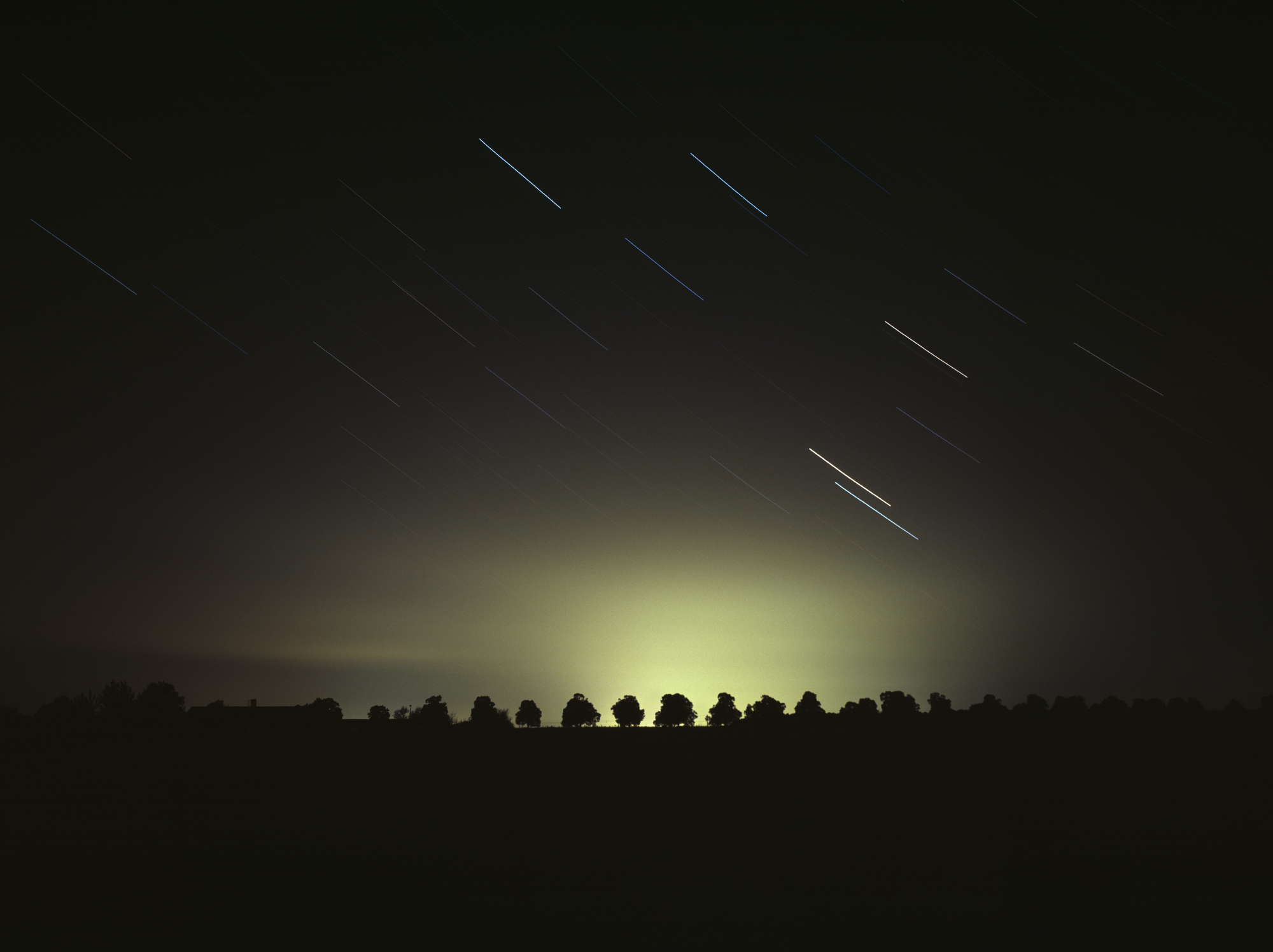
Groß Kreutz (Havel) aus der Serie Stadtlicht (2008)

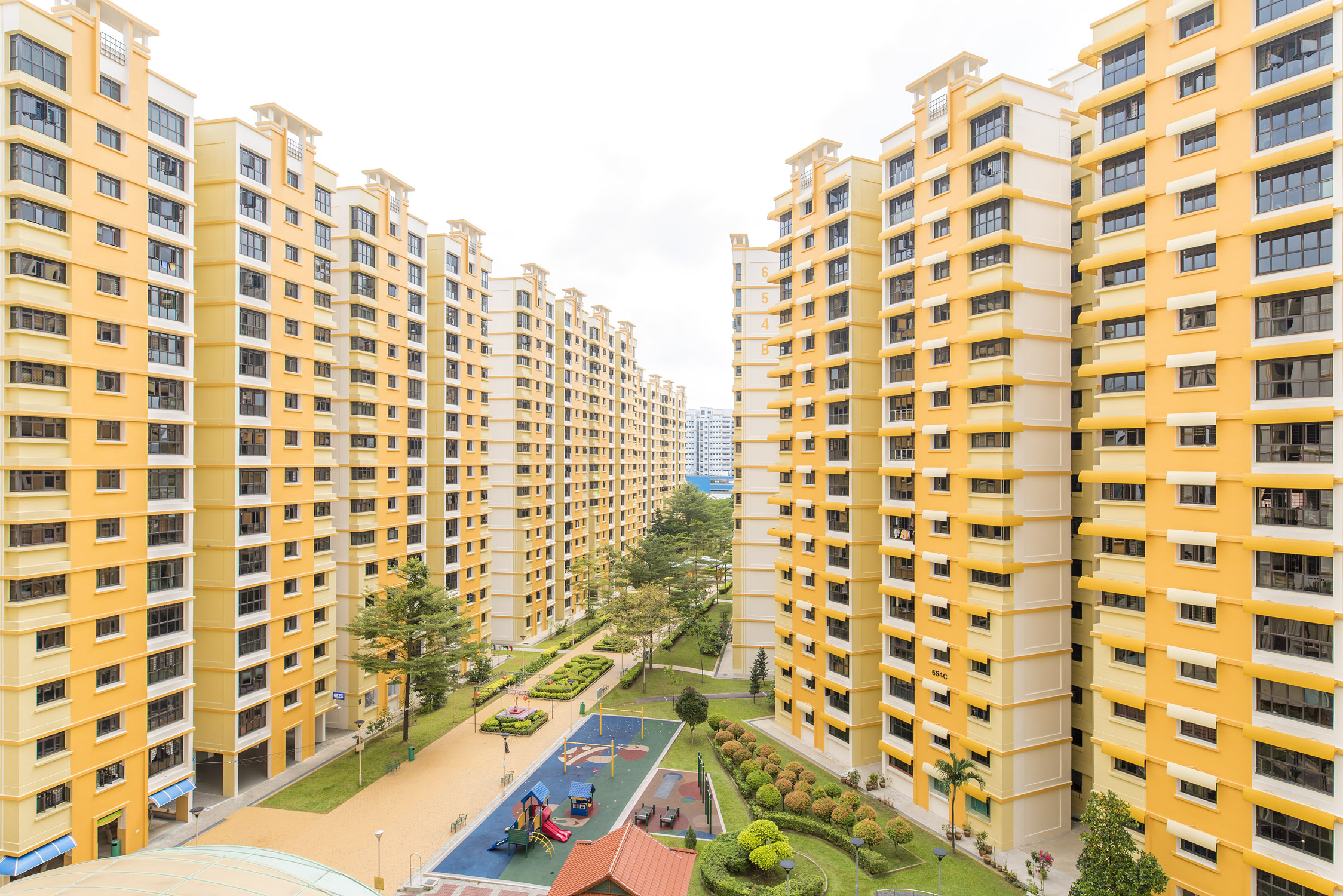
Jurong West Street 61 – Jurong West aus der Serie Singapore Colours (2018)

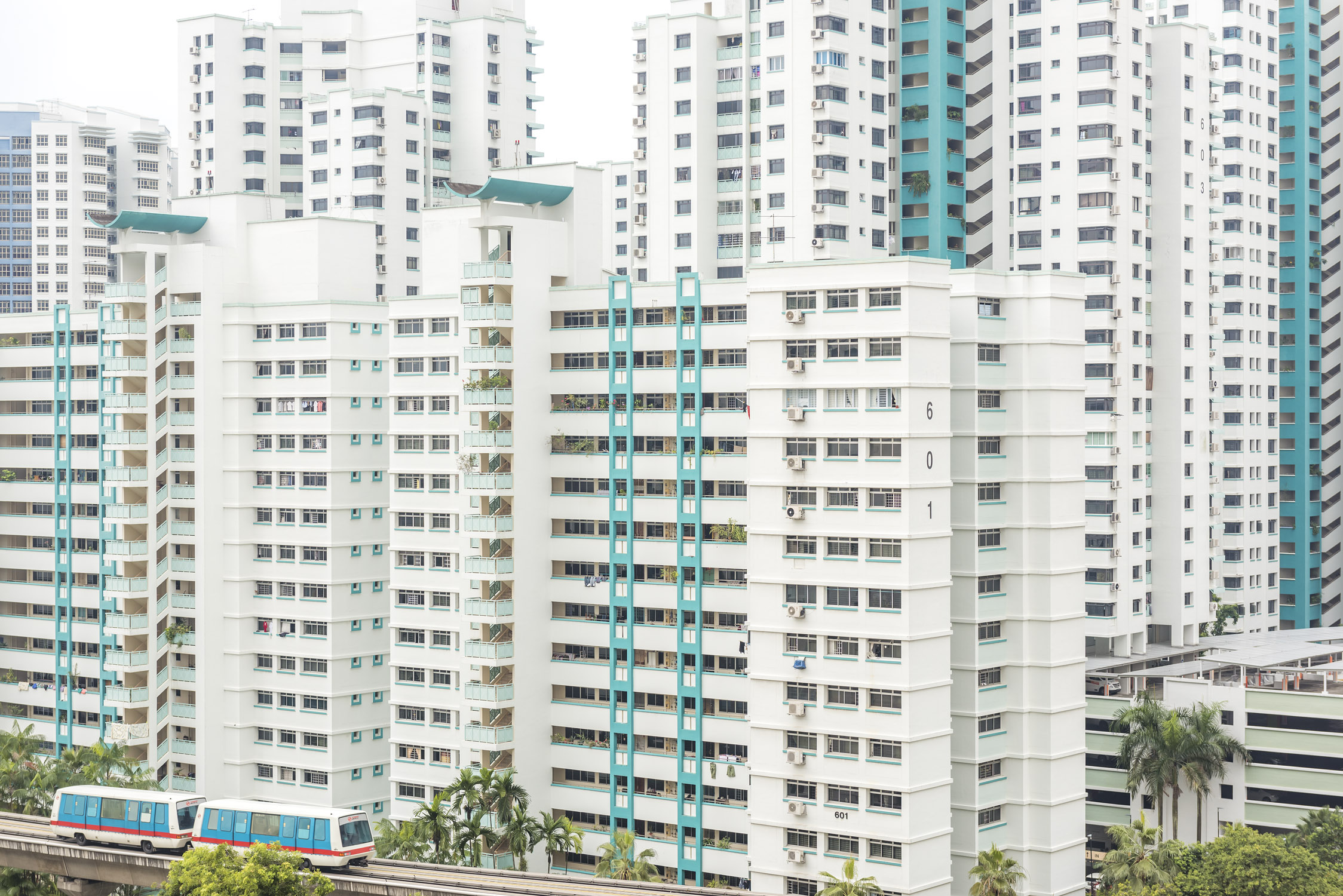
Senja Road – Bukit Panjang aus der Serie Singapore Colours (2019)

Von 2005 bis 2008 erhielt Brück eine Ausbildung zum Fotodesigner am Lette-Verein in Berlin. Im Anschluss daran arbeitete er selbstständig als Fotograf mit dem Schwerpunkt Architektur- und Landschaftsfotografie, später auch Portraitfotografie. Es folgten Beteiligungen an ersten Gruppenausstellungen und zwei Teilnahmen am Neuköllner Kunstsalon Berlin.
Nach einer Auftragsarbeit 2015 in Singapur dokumentiert Brück seither den Sozialen Wohnungsbau in dem Stadtstaat, die sogenannten HDB's.
2016 und 2017 war Brück Artist in Residence am Musée Crozatier in Le Puy-en-Velay, Frankreich. 2018 war Brück Gründungsmitglied des Bundesverbands Architekturfotografie.
Franz Brück ist der Sohn der letzten Eigentümer des 2019 geschlossenen Kunstverlags Brück & Sohn.

## Auszeichnungen
- 2021 Anerkennung im Europäischer Architekturfotografie-Preis architekturbild für Das Urbane im Peripheren[1]
- 2018 Shortlist für den Vonovia Award für Fotografie für Zu Hause; dazu Ausstellung im Museum Bochum – Kunstsammlung
- 2016/2017 Artist in Residence am Musée Crozatier in Le Puy-en-Velay, Frankreich

## Ausstellungen

### Einzelausstellungen
- Chemins de Travereses in Le Puy-en-Velay (2017/2018)
- Le Vernet (2020)
- Craponne-sur-Arzon (2021)
- La Chaise-Dieu (2022), Frankreich[2]

### Gruppenausstellungen (Auswahl)
- 2022 Singapore Colours als Teil der EAP 2021 im Zentrum Baukultur Rheinland-Pfalz, Mainz
- 2021 Singapore Colours als Teil der EAP 2021 im Deutschen Architekturmuseum, Frankfurt
- 2020/21 Time Space Existence zur Architekturbiennale Venedig[3]
- 2020 Hansaviertel Berlin 2019 als Teil von Rende-vous Image, Strasbourg[4]
- 2018 Vonovia Award für Fotografie „Zu Hause“ im Kunstmuseum Bochum[5]

## Publikationen (Auswahl)

### Bücher
- 2021 N-D Narrative Dimension. ISBN 978-88-32108-22-4[6]
- 2020 Das Meisterwerk – Der Architekt Martin Punitzer und der Roxy-Palast. ISBN 978-3-86859-647-2
- 2019 Bau und Raum Jahrbuch 2019. Bundesamt für Bauwesen und Raumordnung, ISBN 978-3-87994-264-0[7]
- 2015 Bikini Berlin und seine Story. ISBN 978-3-7319-0031-3, Michael Imhof Verlag

### Magazine
- Katzenkönig Nr. 3 / 2021
- Plattenbau auf Assiatisch. Focus Spezial Immobilien Nr. 2 / 2019
- TEC21 August 2015 Nr. 35
- DETAIL 2014 Nr. 4
- Bauwelt 16.14. April 2014
- Baumeister Mai 2014